# 61. Armee (Rote Armee)
Die 61. Armee (russisch 61-я армия) war ein Großverband der Roten Armee die im Zweiten Weltkrieg 1943 und 1944 am Mittel-Abschnitt der Ostfront eingesetzt wurde. Die 61. Armee rückte im ersten Halbjahr 1945 über Warschau und die Oder in den Raum nördlich von Berlin bis zur Elbe vor.

## Geschichte

### Erste Formation
Die 61. Armee wurde während der Schlacht um Moskau am 15. November 1941 (nach Direktive der Stawka vom 2. November) im Militärbezirk Wolga aufgestellt.
- Sie umfasste die 342., 346., 350., 356., 385., 387. und 391. Schützen-Division und die 83. und 91. Kavallerie-Division sowie Artillerie- und andere Einheiten.

Anfang Dezember 1941 konzentrierte sich die Armee im Raum Rjaschsk, Ranenburg und Mitschurinsk. Am 6. Dezember bekämpften die vorderen Abteilungen der beiden ersten Schützendivisionen die deutschen Streitkräfte bei Pawelez. Am 9. Dezember trat die 61. Armee kurzfristig zur Südwestfront über und wurde dann am 24. Dezember der neu geschaffenen Brjansker Front (2. Formation) überstellt. Als Teil letzterer Front nahmen die Truppen der 61. Armee Ende Dezember 1941 bis Februar 1942 an den Vorstößen nach Bolchow und Orel teil. Vom Frühjahr 1942 bis Mitte 1943 wechselte die 61. Armee mehrmals ihre Zugehörigkeit: ab dem 13. Januar 1942 trat sie zur West-, ab dem 3. April wieder zur Brjansker-, ab 29. Juni 1942 wieder zur West- und ab dem 8. Februar 1943 zurück zur Brjansker Front. Wieder Teil der Westfront (ab dem 13. März) führten die Truppen der 61. Armee Verteidigungskämpfe südwestlich von Belew bis in den Raum von Tula.
Mitte Juli 1943 nahm die Armee als Teil der Brjansk-Front (ab 29. März 1943) an der strategischen Orjoler Operation teil: Im Zusammenwirken mit der 11. Garde- und der 4. Panzerarmee wurde die deutsche Gruppierung bei Bolchow geschlagen diese Stadt am 28. Juli befreit. Ab dem 15. August wurde die 61. Armee in die Stawka-Reserve zurückgezogen, am 7. September wurde sie der neu formierten Zentralfront (ab 20. Oktober Weißrussische Front) überstellt.

### 2. Formation
Die neu organisierte 61. Armee nahm in Folge an den Operationen von Tschernigow-Poltawa-, Gomel-Rechitza und Kalinkowitschi-Mosyr teil, bei denen die Stadt Snowsk (21. September) in Zusammenarbeit mit der 65. Armee Kalinkowitschi und mit dem 7. Garde-Kavalleriekorps Mosyr befreit werden konnte. Ende Januar 1944 rückte die Armee zusammen mit der 13. Armee der 1. Ukrainischen Front am rechten Ufer des Pripjat auf Stolin vor. Ab dem 24. Februar gehörte die Armee zur 1. Weißrussischen Front, ab dem 6. April 1944 zur 2. Weißrussischen Front (ab 17. April in 1. Weißrussische Front umbenannt).
Armeegliederung am 21. Juni 1944
9. Garde-Schützen-Korps, Generalmajor Michail Andrejewitsch Popow
- 12. Garde-Schützen-Division, Oberst Dmitri Kusmitsch Maljkow
- 212. Schützen-Division, Oberst Wladimir Georgijewitsch Kutschinew

89. Schützen-Korps, Generalmajor Alexander Jakowljewitsch Janowski
- 23. Schützen-Division, Oberst Iwan Wassiljewitsch Bastejew
- 55. Schützen-Division, Oberst Kornei Michailowitsch Andrusenko
- 397. Schützen-Division, Oberst Nikolai Fjodorowitsch Lidonjew
- 415. Schützen-Division, Oberst Pawel Iwanowitsch Moschalkow

Im Rahmen der Belarus-Operation befreite die 61. Armee in Zusammenarbeit mit den Partisanen und der Dnjepr-Flottille Pripjat und Luninec (10. Juli) befreit. Danach wurde Pinsk (14. Juli) und Kobryn (20. Juli) sowie im Zusammenwirken mit der 28. und der 70. Armee die Festung Brest-Litowsk (28. Juli) besetzt.
Ende Juli 1944 wurde die 61. Armee in die Stawka-Reserve zurückgezogen, am 13. September wurde sie in die 3. Baltischen Front überstellt und nahm während der Baltischen Offensive an der Rigaer Operation (13. Oktober) teil. Am 17. Oktober wurde die 61. Armee nach Auflösung der 3. Baltischen Front zur 1. Baltischen Front versetzt und beteiligte sich an der Blockierung der feindlichen Heeresgruppe Kurland. Am 20. Dezember wurde die 61. Armee in die Stawka-Reserve zurückgezogen, am 25. Dezember wurde die Armee der 1. Weißrussische Front überstellt.
Armee-Gliederung Januar 1945
9. Garde-Schützenkorps – Generalleutnant Grigori Alexejewitsch Chaljusin
- 12. Garde-Schützendivision – Oberst Dmitri Kusmitsch Malkow
- 75. Garde-Schützendivision – Generalmajor Wassili Akimowitsch Gorischin
- 415. Schützendivision – Oberst Pawel Iwanowitsch Moschalkow

80. Schützenkorps – Generalmajor Wiktor A. Werschbizki
- 82. Schützendivision – Oberst Timofei Dmitrijewitsch Dudorow
- 212. Schützendivision – Oberst Sergei Michailowitsch Maslow
- 356. Schützendivision – Generalmajor M. G. Makarow

89. Schützenkorps – Generalmajor Michail Alexandrowitsch Sijazow
- 23. Schützendivision – Oberst Ilja Michailowitsch Podberesina
- 311. Schützendivision – Generalmajor Boris Alexandrowitsch Wladimirow
- 397. Schützendivision – Oberst Nikolai F. Andonow

Im Rahmen der 1. Weißrussischen Front kämpfte die 61. Armee im Januar und Anfang Februar 1945 während der Weichsel-Oder-Operation im Raum Warschau-Posen und im Februar in der Ostpommern-Operation, wo sie im Raum Stargard vom deutschen Gegenangriff (Unternehmen Sonnenwende) schwer getroffen wurde. 
Die Front der 2. Weißrussischen Front verlief Anfang April von der Mündung der Oder, entlang des östlichen Ufers bis südlich nach Schwedt und Oderberg, wo die 61. Armee stand. Der Krieg endete mit der Teilnahme an der Berliner Operation. Der linke Flügel der 61. Armee blieb während der Schlacht an der Oder bis zum 19. April im Raum nördlich Wriezen – Bad Freienwalde gebunden und führte dann den Vormarsch über den Hohenzollernkanal und Fehrbellin nach Havelberg. In Zusammenarbeit mit der polnischen 1. Armee wurde Berlin von Norden her umgangen und bis zum Ende des Krieges die Elbe südöstlich von Wittenberg erreicht.
Nach dem Ende des Krieges in Europa wurde die 61. Armee Teil der Zentralen Gruppe der sowjetischen Streitkräfte, sie wurde in Rostow am Don neu aufgestellt aber bereits im August 1945 aufgelöst.

## Führung
- Generalleutnant F. I. Kusnezow (November – Dezember 1941)
- Generalleutnant M. M. Popow (Dezember 1941 – Juni 1942)
- Generaloberst P. A. Below (Juni 1942 – Kriegsende)

Stabschefs:
- Generalmajor M. I. Gluchow (November 1941 – Januar 1942)
- Generalmajor E. K. Korschenewitsch (Januar – Dezember 1942)
- Generalmajor D. I. Samara (Dezember 1942 – Mai 1943)
- Oberst M. M. Salnikow (Mai – August 1943)
- Generalleutnant A. D. Pulko-Dmitriew (August 1943 – Kriegsende)

Mitglieder des Militärrats
- Korpskommissar A. Kolobjakow (November – Dezember 1941)
- Divisionskommissar/Generalmajor D. G. Dubrowski (Dezember 1941 – Kriegsende)